# Espinchal
Espinchal település Franciaországban, Puy-de-Dôme megyében. Lakosainak száma 73 fő (2022. január 1.). Espinchal Chanterelle, Montgreleix, Compains, Égliseneuve-d’Entraigues és La Godivelle községekkel határos.

## Népesség
A település népességének változása:
| Lakosok száma | 92   | 99   | 107  | 104  | 105  | 106  | 95   | 84   | 73   |
|               | 2013 | 2015 | 2016 | 2017 | 2018 | 2019 | 2020 | 2021 | 2022 |